# Дволична
Дволична (там. இருமுகன்) је индијски акциони филм из 2016. године.

## Улоге
| Глумац           | Улога                         |
| ---------------- | ----------------------------- |
| Викрам           | Акилан Винод и Лав            |
| Најантара        | Мира Џорџ Акилан Винод (Рози) |
| Нитја Менон      | Ајуши                         |
| Тамби Рамах      | Мутајах                       |
| Насар            | Малик                         |
| Карунакаран      | Петер                         |
| Џаспер           | Били Мурали                   |
| Картик Нагарајан | Балаџи                        |